# Заброварний Богдан Йосипович
Заброварний Богдан Йосипович (2 лютого 1936, с. Мальговичі — 15 серпня 2010, м. Луцьк) — вчений, історик, кандидат історичних наук, професор, ректор Луцького державного педагогічного інституту імені Лесі Українки (1989–1993), член-кореспондент Української Академії історичних наук.

## Життєпис
Народився 2 лютого 1936 року в селі Мальговичі Старосамбірського району Львівської області, де проживав з родиною до 1947 року. Після навчання в школі, проходив службу в армії. Після цього став студентом історичного факультету Львівського державного університету імені Івана Франка, який успішно закінчив у 1963 році.
Після здобуття освіти педагогічною діяльністю почав займатись на Волині: працював викладачем історії у Луцькому загальнонауковому факультеті Львівського університету. Згодом захистив дисертацію та здобув науковий ступінь кандидата історичних наук.

### Ректорство
1989 р. — обраний ректором Луцького державного педагогічного інституту імені Лесі Українки. 
Тимчасово було припинено будівництво нових приміщень, хоча частина приміщень після 1991 р. перейшла до педінституту від компартійних органів.
Під керівництвом Заброварного Б.Й. вдалось відкрити ряд нових спеціальностей, підготувати педінститут до їх ліцензування й акредитації на 3-4 рівень, що сприяло відкриттю у 1993 році Волинського університету.

### Після реорганізації педінституту в університет
У 1993 році у зв’язку з реорганізацією педінституту в Волинський державний університет імені Лесі Українки наказом Міністерства освіти України затверджений радником ректора.
З 1994 по 2001 рр. — обіймав посаду завідувача кафедри вітчизняної історії.
З 2001 по 2010 рр. — завідувач кафедри давньої й нової історії України на історичному факультеті.

## Наукова і громадська діяльність
Автором понад 50 наукових праць, які стосувались питань історії Першої світової війни, селянства України, депортацій українського народу в роки Другої світової війни, розвитку освіти, науки Волині. Під його керівництвом підготували й успішно захистили три кандидатські дисертації.
Брав активну участь в організації та роботі міжнародних, всеукраїнських, регіональних та обласних наукових конференцій.
1997 р. — Указом Президента України надано почесне звання Заслуженого працівника народної освіти України. 
Серед нагород та відзнак Богдана Заброварного Республіканська премія імені Дмитра Яворницького, Почесна Грамота Президії Верховної Ради. 
Член-кореспондент Української Академії історичних наук.